# Bad Bellingen
Pour les articles homonymes, voir Bellingen.
Bad Bellingen est une commune allemande en Bade-Wurtemberg, située dans le district de Fribourg-en-Brisgau. Elle se trouve à l'est de Petit-Landau.

## Histoire
Le 4 septembre 1743, l'armée autrichienne du Prince de Lorraine établit une tête de pont pour passer le Rhin à Rheinwiller, mais elle est repoussée par l'armée française commandée par le maréchal de Coigny et le général de Balincourt. Le 14 octobre 1743, le Prince de Lorraine se retire après avoir perdu 3 000 hommes.

## Thermalisme
La commune de Bad Bellingen est une station thermale (Balinea Thermen). L'eau qui jaillit des sources chaudes a une grande teneur en dioxyde de carbone (CO2) et en minéraux. Elle est particulièrement indiquée pour le traitement des maux d'articulations et de dos.

## Districts

Armoiries des anciennes municipalités
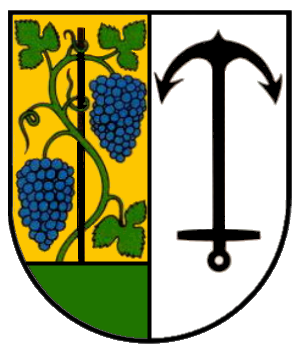
Rheinweiler
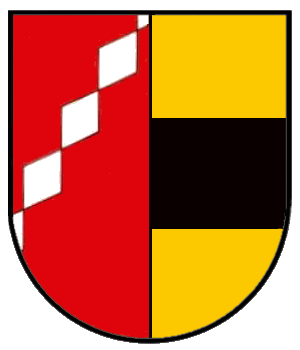
Bamlach
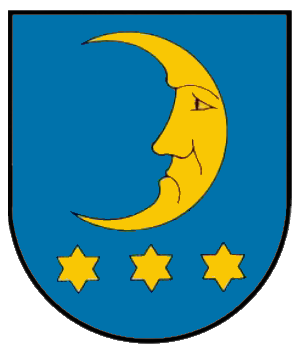
Hertingen

### Rheinweiler
Anciennement Rhinvillers, Rhinviller ou Rheinwiller.

### Bamlach
Les armoiries sont celles des familles bâloises Schaler et de Rotberg.
En 1503 le prévôt de Bamlach se trouve sur la liste des administrés devant jurer fidélité au nouveau Prince-évêque de Bâle.

## Jumelage
- Petit-Landau (France)
- Reigoldswil (Suisse)